# Alberto Baldrich
Alberto Baldrich (Buenos Aires, 20 de enero de 1898 - ib., 19 de diciembre de 1982) fue un filósofo y sociólogo argentino que se desempeñó como ministro de Justicia e Instrucción Pública entre 1944 y 1945 durante la presidencia (de facto) del general Edelmiro Julián Farrell (1944-1946).

## Biografía
Hijo del general Alonso Baldrich, fue uno de los miembros iniciales del Instituto de Sociología de la Facultad de Filosofía y Letras de la Universidad de Buenos Aires, creado y dirigido en 1940 por Ricardo Levene.
En 1943 fue designado por el presidente de facto Pedro Pablo Ramírez como interventor en la provincia de Tucumán. Su grupo de confianza estaba integrado por Héctor Bernardo, Adolfo Silenzi de Stagni, Federico Ibarguren y Ramón Doll. El desempeño de Baldrich como interventor federal de Tucumán fue el primer experimento nacionalista bajo los postulados de la Revolución de junio de 1943: se quitó la personería a los partidos políticos, se impuso la enseñanza religiosa obligatoria en las escuelas públicas, a la par que se reconocía el sindicalismo de orientación católica dentro de la cooperación entre las clases empresaria y obrera.
Es en ese puesto donde tomó una extraña y extrema decisión: ordenó quitar de la Casa de Gobierno local el cuadro de Bernardino Rivadavia, personaje histórico que lo irritaba en demasía. Acto seguido trasladó dicho cuadro a la plaza central y lo hizo fusilar por un pelotón policial.
En 1944 fue designado ministro de Justicia e Instrucción Pública por el presidente Farrell, en reemplazo del nacionalista católico Gustavo Martínez Zuviría (luego de un breve interinato de J. Honorio Silgueira). Su gestión continuó la línea nacionalista elitista de Martínez Zubiría, pero más orientada al hispanismo y al nacionalismo económico. Designó como subsecretario de Educación a Adolfo Silenzi de Stagni.
Durante la Revolución del 43 adhirió al peronismo. En 1973 fue designado como ministro de Educación de la Provincia de Buenos Aires por el gobernador Oscar Bidegain.

## Obra
- «Libertad y determinismo en el advenimiento de la sociedad política argentina», Universidad Nacional de Cuyo (Argentina), tomo III (1950) págs. 1657-1671

## Textos de Baldrich en Internet
- «17 de octubre: La Patria sublevada», en Revista Dinamis, 1972